# ジョン・ブリス・バリモア
ジョン・ブリス・バリモア（John Blyth Barrymore, 1954年5月15日 - ）は、アメリカ合衆国出身の俳優である。父は俳優のジョン・ドリュー・バリモア、母はカーラ・ウィリアムズ。女優のドリュー・バリモアは異母妹にあたる。

## 出演作品

### 映画
- エイリアン・コンタクト
- ドールハウス
- ランドスライド
- アメリカーナ
- クレイジーポリス大追跡